# Techniki wspomaganego rozrodu

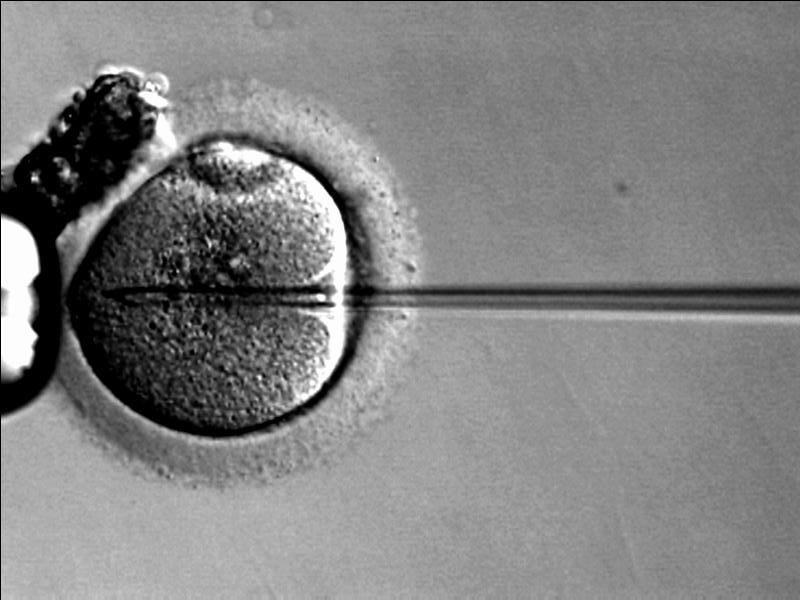
Wprowadzenie plemnika do oocytu podczas ICSI.

Techniki wspomaganego rozrodu (ang. assisted reproductive technology, ART) – grupa różnorodnych metod mających na celu uzyskanie ciąży z pominięciem jednego lub kilku etapów naturalnego poczęcia: wytrysku nasienia w pochwie, kapacytacji i transportu plemników przez kanał szyjki, jamę macicy, światło jajowodów do jamy otrzewnej, dojrzewania komórki jajowej, jajeczkowania, przechodzenia plemników przez osłonkę przejrzystą, zaplemnienia, transferu komórki jajowej lub blastocysty do jajowodu lub jamy macicy.
Za pomocą ART pomaga się parom, u których niepłodność występuje po stronie żeńskiej jak i męskiej. ART stosuje się, gdy inne metody leczenia (np. farmakologiczne) nie przyniosły rezultatu lub w przypadku chorób genetycznych albo zakaźnych (np. AIDS).
Pierwszym etapem większości technik ART jest uzyskanie odpowiedniej liczby komórek jajowych i plemników. W związku z tym kobieta na początku terapii przyjmuje leki hormonalne, które stymulują jajniki do wzrostu większej liczby pęcherzyków jajnikowych. Następnie wykonuje się laparoskopię lub punkcję sklepienia pochwy i pobiera płyn pęcherzykowy, następnie izoluje się dojrzałe komórki jajowe.
Męskie nasienie uzyskuje się drogą masturbacji lub aspiracji z najądrza, lub jądra. Przed pobraniem materiału należy zachować 2–3 dniową abstynencję seksualną. Kolejne etapy leczenia uzależnione są od zastosowanej metody ART.

## Wskazania do wspomaganego rozrodu
- niedrożność jajowodów lub ich brak
- patologie w obrębie jajowodów
- endometrioza
- niskie parametry nasienia
- nieskuteczne leczenie niepłodności innymi metodami
- niepłodność o niewyjaśnionym podłożu.

## Metody wspomaganego rozrodu
- inseminacja wewnątrzmaciczna (IUI) nasieniem partnera lub nasieniem dawcy
- zapłodnienie in vitro – IVF-ET
- mikromanipulacja – ICSI
- mikromanipulacja z użyciem plemników pozyskanych podczas biopsji najądrza – ICSI-PESA
- mikromanipulacja z użyciem plemników pozyskanych podczas biopsji jądra – ICSI-TESA
- dojajowodowe przeniesienie gamet – GIFT
- dojajowodowe przeniesienie zygoty – ZIFT.

## Zagrożenia
Główne zagrożenia związane z ART to:
- zwiększona częstotliwość chorób genetycznych, np. przy zapłodnieniu in vitro i mikromanipulacji[1]
- niska waga urodzeniowa, np. przy zapłodnieniu in vitro i mikromanipulacji[1]
- wcześniactwo i związane z tym zwiększone ryzyko wielu schorzeń, np. wad wzroku i mózgowego porażenia dziecięcego[2]

## Na świecie
- Na Kubie : źródła kubańskie podają, że ART jest całkowicie legalne w kraju – a także bezpłatne[3][4]. Zresztą, na Kubie opieka zdrowotna jest bezpłatna dla wszystkich[5].